# Гильманов, Рафис Сагитович
Рафис Сагитович Гильманов (4 августа 1963) — советский и туркменский футболист, тренер. Администратор казанского «Рубина».

## Биография
Выступал за ашхабадский «Колхозчи/Копетдаг» во второй лиге и «Звезду» (Джизак) в первой лиге СССР. В 1990 году провел один сезон за «Навбахор» из Намангана.
Играл за сборную Туркменистана в 1992 году в матчах Центральноазиатского кубка.
С 2003 работал в казанском «Рубине», сначала администратор дубля, затем — администратор основной команды (с 2006 года).

## Статистика
| Сезон | Клуб            | Лига        | Чемпионат | Чемпионат |
| Сезон | Клуб            | Лига        | Игры      | Голы      |
| ----- | --------------- | ----------- | --------- | --------- |
| 1982  | Колхозчи        | Вторая лига | ?         | ?         |
| 1983  | Колхозчи        | Вторая лига | 9         | 0         |
| 1984  | Колхозчи        | Вторая лига | 31        | 6         |
| 1985  | Звезда (Джизак) | Первая лига | 29        | 3         |
| 1986  | Копетдаг        | Вторая лига | 22        | 7         |
| 1987  | Копетдаг        | Вторая лига | 25        | 9         |
| 1988  | Копетдаг        | Вторая лига | 33        | 16        |
| 1989  | Копетдаг        | Вторая лига | 25        | 9         |
| 1990  | Навбахор        | Вторая лига | 41        | 7         |
| 1991  | Копетдаг        | Вторая лига | 36        | 10        |
| 1992  | Копетдаг        | Высшая лига | ?         | ?         |
| 1993  | Копетдаг        | Высшая лига | ?         | ?         |
| 1994  | Копетдаг        | Высшая лига | ?         | ?         |
| 1995  | Копетдаг        | Высшая лига | ?         | ?         |

## Достижения
- Многократный чемпион Туркменистана как игрок в составе «Копетдага» (1992—1995).
- Обладатель Кубка Туркменистана 1993